# Jaraco
Jaraco (oficialmente  en valenciano: Xeraco) es un municipio de la costa de la Comunidad Valenciana, situado al sureste de la provincia de Valencia, en la comarca de Safor, justo en el medio de Gandía y Tabernes de Valldigna. Cuenta con una población de 6044 habitantes (INE 2024).

## Geografía

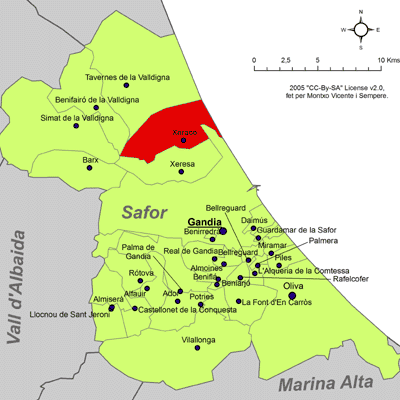
Localización de Jaraco en la Safor

El municipio de Jaraco se encuentra situado en la comarca de Safor, a 61 km de la capital Valencia.
Entre pueblo y playa distan aproximadamente 3 km. Es uno de los pocos municipios de la costa valenciana que no ha sufrido una urbanización desmesurada, debido a que hay una enorme protección por las dunas y los seres vivos que estas habitan; sin embargo, la playa ha crecido en un 400 % en los últimos años y un 600 % en las dos décadas anteriores. La playa es una de las mejores de Valencia, consiguiendo todos los años la bandera azul que otorga la Fundación Europea de Educación Ambiental.
Por carretera, se accede a esta localidad, desde Valencia, a través de la N-332.
Cuenta, además, con una salida de autopista AP-7 compartida con Jeresa y con una estación de ferrocarril en la línea de C-1 de Cercanías Valencia. (RENFE)
En el término municipal de Jaraco se encuentra también el núcleo de población de Playa de Jaraco.

### Localidades limítrofes
El término municipal de Jaraco limita con los de Tabernes de Valldigna, Benifairó de la Valldigna, Simat de Valldigna, Jeresa y Gandía, todas ellos situados también en la provincia de Valencia.

## Historia
Los primeros vestigios humanos del término de Jaraco pertenecen probablemente, al Paleolítico Inferior, según consta en las memorias de unas excavaciones muy superficiales, hechas por Gurrea y Penalva, en la cueva del "Viejo", en el año 1952. Estas excavaciones duraron poco, dieron como resultado restos de sílex, huesos, conchas de caracol, cerámica fragmentada.
Se supone la existencia de un poblado de la Edad del Bronce, en la montaña de la Barcella, del que supuestamente quedan muros de habitaciones muy mal conservados, fragmentos de cerámica lisa, algunos sílex y restos de molinos barquiformes de piedra.
A lo largo de su historia, Jaraco ha sido un pueblo en el que han convivido durante muchos años musulmanes y cristianos. Entre finales del siglo XII y principios del XIII, en la época de la Valencia musulmana, el castillo de Bairén pertenecía a la demarcación de Denia; el señor del castillo otorgó unas tierras a uno de sus caballeros, Avecendrell, quien las convirtió en la alquería llamada Jaraco. La alquería se convirtió en señorío en 1479.
Ya en el "Llibre del Repartiment" del rey Jaime I de Aragón, después de la conquista cristiana, Jaraco aparece en el año 1248 como una alquería musulmana que pasa de las manos de Avecendrell a las de Arnau Bosquet, como donación el 3 de julio de 1248.
A partir de 1373, la villa de Gandía ordena el cobro del impuesto del morabatí a los vecinos de Jaraco.
En esta época, hubo una gran tala de árboles, con gran protesta de los plebeyos y, se intensificó el cultivo del arroz y hortalizas, aprovechando las aguas de las fuentes y las restantes de Valldigna, hecho por el cual la alquería de Jaraco y, sus tierras fueron anexionadas al convento de Santa María de la Valldigna, en tiempos de Jaime II el Justo, nieto del Conquistador. Poco después volvería a ser tributaria de Gandía.
Durante la sublevación de las Germanías, el virrey, conde de Milito, huyó de la ciudad, y acto seguido los nobles organizaron dos ejércitos, uno en el sur, en los alrededores de Cocentaina y después en Játiva. Vicente Peris, cabecilla popular de los Agermanados, después de acampar en Jaraco, batió en Gandía al virrey de Valencia. En la primera de las acciones bélicas, el señor de Jaraco tuvo una notable actuación al hacer prisionero a Miguel Estellés.
En el año 1479, en tiempos del rey Juan II, la alquería de Jaraco se convierte en señorío, al ser nombrado primer señor de Jaraco Juan de Almunia. En 1550, el tercer señor de Jaraco, Juan de Almunia, vende la alquería a Francisco de Borja. De esta forma, Jaraco pasa a depender de Gandía hasta que en 1535 se erige en rectoría de moriscos y se une a la de Jeresa.
Probablemente durante la segunda mitad del siglo XVI se construyó la torre de Guaita o de vigilancia que se encuentra a las orillas del río Vaca, para divisar posibles ataques de piratas berberiscos.
En 1609, el beato Juan de Ribera, con motivo de la expulsión de los moriscos, ordenó la destrucción de la antigua Mezquita, la cual había sido convertida en ermita, por el Abad de Valldigna, para construir en su lugar una iglesia para los nuevos cristianos conversos. Al lado de esta iglesia se conservó la antigua torre árabe, que fue convertida posteriormente en cárcel. Tras la expulsión de los moriscos, la recuperación demográfica fue lenta.
Alrededor de 1847, la población tenía unos 490 habitantes. El presupuesto municipal era de 3000 reales y el pueblo estaba formado por 24 casas, incluida la prisión y el ayuntamiento. Había dos colegios, uno de niñas con 30 alumnas, y otra de niños con 22. El 27 de diciembre de 1885 empiezan las obras de la cisterna, hecho decisivo y de vital importancia.
El período comprendido entre 1940 y 1960, es un periodo duro, en el que la historia colectiva de la gente del pueblo es lo más importante: la escasez, la falta de trabajo y su dureza.
A partir del 1960 se dan muchos cambios y transformaciones sociales. Si bien la agricultura y los almacenes de naranja son los pilares fundamentales de la economía local, además del turismo y de la construcción (especialmente en la playa, apartamentos, campin y algún restaurante), es también la época de la emigración a Francia y la vendimia del otoño.

## Demografía
Jaraco cuenta con una población de 6044 habitantes (INE 2024).
| Gráfica de evolución demográfica de Jaraco entre 1842 y 2021                                                        |
| |
| Población de derecho según los censos de población del INE Población de hecho según los censos de población del INE |

## Economía
La agricultura ha sido y parece ser la actividad económica más importante, aunque los otros sectores han experimentado un considerable aumento. Hasta finales del siglo XIX, el 80 % de la superficie agrícola del término estaba dedicada a la agricultura de secano. Acabada la Segunda Guerra Mundial, el cultivo de naranjos experimenta un auge notable, por lo que sustituyen a otros cultivos mayoritariamente.
A partir de los años 1970, el sector de la construcción y la industria de la carpintería, tanto de madera como metálica, experimentan un desarrollo debido al auge de la edificación ligada al turismo. La actividad de recogida, almacenamiento y comercialización de cítricos representa una oferta de trabajo estable para el municipio.
Quizá sea el sector servicios el que haya experimentando un mayor auge, debido al incremento del turismo en la localidad. Así pues, se han tenido que facilitar infraestructuras y servicios turísticos para satisfacer una demanda cada vez más exigente.

## Administración y política
| Periodo   | Nombre                                                                   | Partido                            |
| --------- | ------------------------------------------------------------------------ | ---------------------------------- |
| 1979-1983 | Joan Batiste Sanchis Coscollà                                            | PSPV-PSOE                          |
| 1983-1987 | Joan Batiste Sanchis Coscollà                                            | PSPV-PSOE                          |
| 1987-1991 | Juan Bautista Todolí                                                     | CDS - Centro Democrático y Social  |
| 1991-1995 | Juan Bautista Todolí                                                     | CDS - Centro Democrático y Social  |
| 1995-1999 | Joan Batiste Sanchis Coscollà (1995-1998) Francisco Santacatalina Ferrer | Partit Independent Joan Sanchis PP |
| 1999-2003 | Ferran Bofí Pardo                                                        | PSPV-PSOE                          |
| 2003-2007 | Ferran Bofí Pardo                                                        | PSPV-PSOE                          |
| 2007-2011 | Ferran Bofí Pardo                                                        | PSPV-PSOE                          |
| 2011-2015 | Avelino Mascarell Peiró (2011-2013) Francesc Serralta Zaragozá           | PP Compromís                       |
| 2015-2019 | Francesc Serralta Zaragozá (2015-2017) José Salvador Tejada              | Compromís PSPV-PSOE                |
| 2019-2023 | Avelino Mascarell Peiró                                                  | PP                                 |
| 2023-act. | Avelino Mascarell Peiró                                                  | PP                                 |

## Patrimonio
- Ermita Stmo. Cristo de la Agonía. Es del siglo XIX. Se trata de un templete religioso típico devocionario de una sola nave.
- Iglesia de Ntra. Sra. de la Encarnación. Data del siglo XVIII, y es de estilo neoclásico. Posee dos campanarios, uno de ellos, el pequeño adosado a la iglesia se cree que es el antiguo minarete de la mezquita árabe existente en el municipio. Es una iglesia de planta basilical (una sola nave) con pequeñas capillas laterales.
- Torre de Guaita, empleada como atalaya de vigilancia marítima siglos atrás y restaurada en los años 80 del pasado siglo. Es una construcción cilíndrica, un poco menos ancha en la parte superior que la inferior. Su altura es de 7,40 m. La desembocadura del río Vaca junto a la Torre de Guaita (siglo XVI) constituye un maravilloso paraje natural donde la flora y la fauna autóctona se aprecian en su estado natural.
- La Cisterna. Data del siglo XIX, inaugurada en 1888. Es un aljibe de agua fresca sito bajo rasante con techo bóveda y planta rectangular, se accede mediante escalera. Su uso actual es de museo local y sala de exposiciones.

## Fiestas locales
- Fallas. Desde 1997 con la creación de la primera falla, se han consolidado, año tras año, estas fiestas de gran aceptación y participación de los vecinos. Actualmente hay dos fallas en Jaraco, la falla "La Foguerà" y la falla "Segon Mil·leni".
- Virgen del Carmen (Mare de Déu del Carme). La fecha oficial es el 16 de julio, pero se celebran en fin de semana. Son unas fiestas centenarias que se organizan y celebran en la calle Virgen del Carmen, también llamada carrer la Gola por su estrechez al final del recorrido.
- Fiestas Mayores. Se celebran del 2 al 7 de agosto, son las más importantes, se conjugan celebraciones religiosas dedicadas a los patrones San Cristóbal, San Isidro, Nuestra Señora de la Encarnación y al Santísimo Cristo de la Agonía con actividades de todo tipo. Cada año un grupo de jóvenes de Jaraco coge las fiestas y eligen a una reina y a sus damas. Las chicas de la quinta son las protagonistas de las fiestas durante esa semana.

## Gastronomía
Entre los platos típicos destacan: arroz al horno, arroz con costra, "coca" de pimientos, "cocas" escaldadas, arroz a banda, pimientos rellenos, berenjenas, "suquet" de anguilas y la paella valenciana.
Los dulces también son importantes: "Coca Cristina", turrón de neula, "turrón de gato", "panou", "coca dulce", "coca de anís" y pasas.

## Rutas naturales por Jaraco

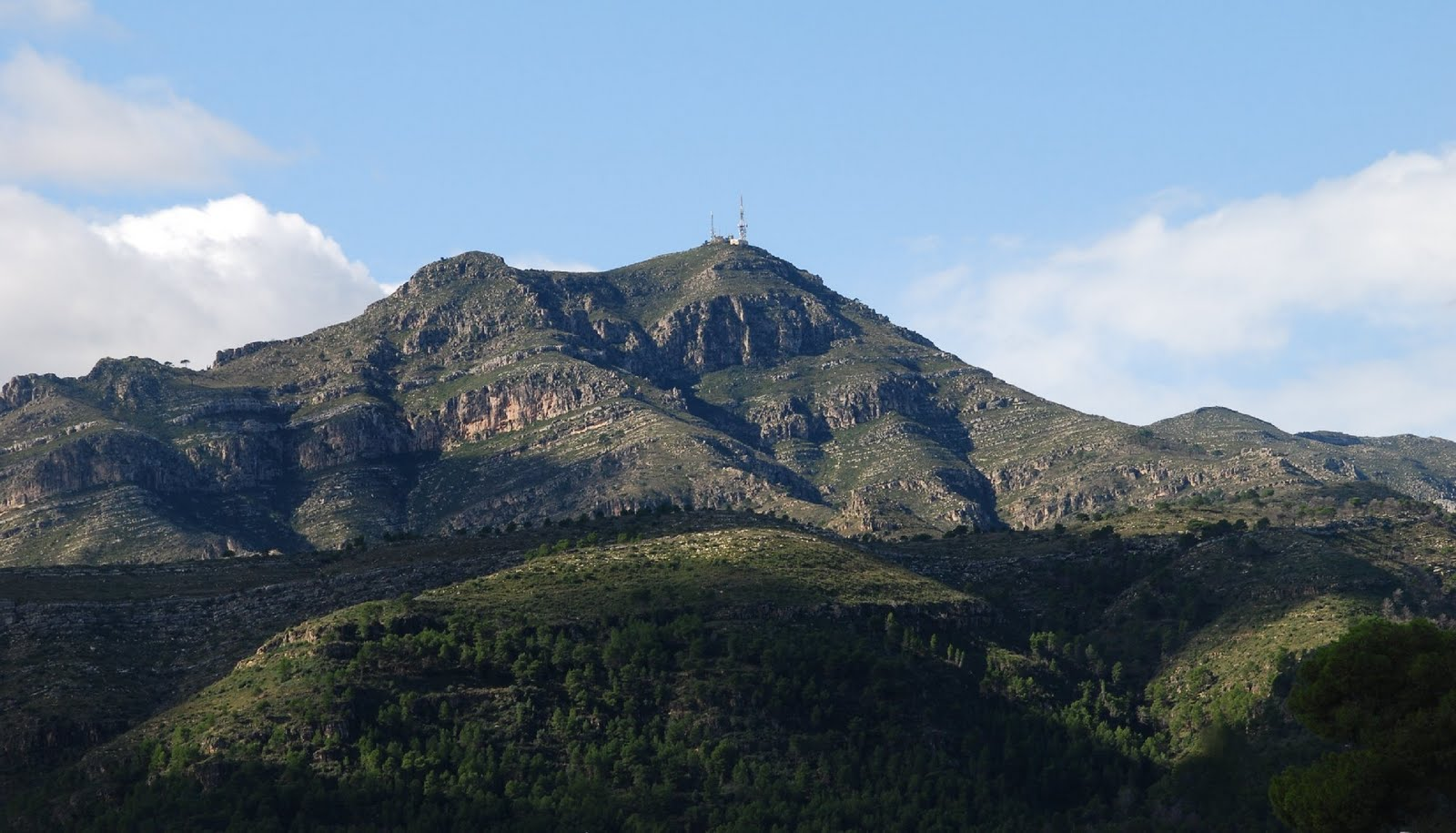

Jaraco también ofrece rutas naturales y de senderismo, cuya referencia es el pico del Mondúver. Se trata de un monte de 841 m desde el cual se divisa una vasta panorámica del municipio. Para acceder a él, hay que seguir la ruta PR V153 que ofrece varias alternativas. Desde el Ayuntamiento de Jaraco destacan las rutas que recorren los alrededores de las fuentes del Ull, y del Chopo o el paraje de Las Planas, el Rincón Ferragud, Barcella o el Puntal de las Hoyas. Se trata de rutas asequibles, si bien es recomendable estar en forma y llevar comida y agua
La oferta de parajes del municipio también ofrece una zona húmeda y pantanosa que compone el marjal y abundantes lagunas que conforma un ecosistema de gran diversidad biológica. En el entorno del río Vaca (también conocido como río "Ullals"), se encuentra una red de acequias en la que se mantienen ejemplares animales de gran importancia natural. Entre ellas destaca la de un Cañar (el Canyar), donde habita una rica flora y fauna que se nutre de sus aguas. Desde aquí se pueden divisar las aves acuáticas migratorias.
Entre otras actividades también destacan la escalada o la espeleología. Desde el Ayuntamiento se han planificado algunas rutas que dan a conocer toda esta riqueza ecológica de la zona.

## Hermanamiento
- Bruguières (Francia)